# Delia platura
Delia platura este o specie de muște din genul Delia, familia Anthomyiidae. A fost descrisă pentru prima dată de Johann Wilhelm Meigen în anul 1826. Conform Catalogue of Life specia Delia platura nu are subspecii cunoscute.